# Jon Auer

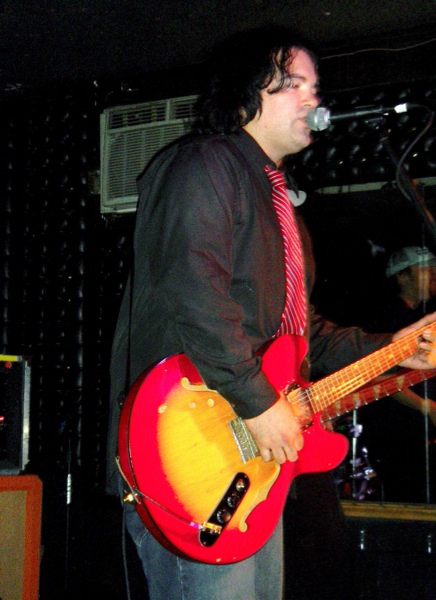
Jon Auer live 2005

Jon Auer (* 29. September 1969 in Bellingham, Washington) ist ein US-amerikanischer Musiker, bekannt als Sänger und Gitarrist der Power-Pop-Band The Posies. 2006 veröffentlichte er sein Soloalbum Songs From The Year Of Our Demise.